# L'Art du crime
L'Art du crime est une série policière française créée par Angèle Herry-Leclerc et Pierre-Yves Mora, diffusée depuis le 17 novembre 2017 sur France 2. La deuxième saison est diffusée à partir du 23 novembre 2018, la troisième les 25 octobre et 1er novembre 2019, la quatrième les 7 et 14 mai 2021, la cinquième les 22 et 29 novembre 2021, la sixième à partir du 12 décembre 2022, la septième à partir du 4 décembre 2023 et la huitième à partir du 20 mars 2025 en Belgique.

## Thème
Antoine Verlay, ancien policier de la brigade criminelle, et Florence Chassagne, historienne de l'art, mènent conjointement des enquêtes au sein de l'Office central de lutte contre le trafic des biens culturels (OCBC).
Chaque enquête se déroule sur deux épisodes, dans le milieu artistique. La clé de l'énigme réside dans une œuvre d'art.

## Fiche technique
- Titre : L'Art du crime
- Création : Angèle Herry-Leclerc et Pierre-Yves Mora
- Réalisation : Charlotte Brändström (saison 1, 2 épisodes),  Éric Woreth (saison 1, 4 épisodes), Chris Briant (saison 2, 4 épisodes),  Elsa Bennett & Hippolyte Dard (saison 2, 2 épisodes)
- Scénario : Angèle Herry-Leclerc et Pierre-Yves Mora
- Musique : Frans Bak (saison 1), Mathieu Lamboley (saison 2)
- Production : Isabelle Degeorges et Arnaud de Crémiers
- Sociétés de production : Gaumont Télévision
- Sociétés de distribution : France 2 (France)
- Pays d'origine :  France
- Langue originale : Français
- Format : couleur - 16/9 - Haute définition - son stéréo
- Genre : Série policière
- Durée : 50 minutes par épisode[a] (saison 1 et 2), 90 minutes (à partir de la saison 3)
- Date de première diffusion : France : 17 novembre 2017

Tournage
La série est tournée à Paris et dans le département d'Indre-et-Loire (Amboise)

## Distribution

### OCBC

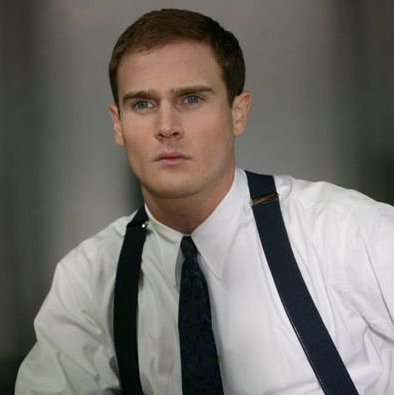
Nicolas Gob

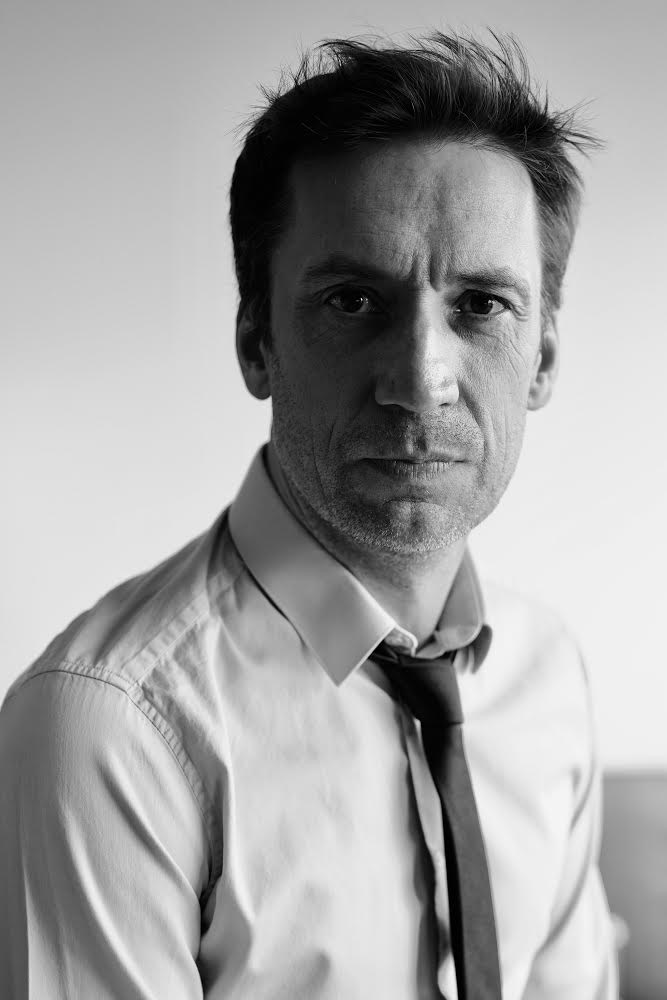
Benjamin Egner

- Benjamin Egner : Commandant Alexandre Pardo
- Nicolas Gob : Capitaine Antoine Verlay
- Ambroise Sabbagh : Lieutenant Greg Blanqui (saisons 1 à 3)
- Salomé Partouche : Lieutenante Adèle Attias (saison 4 à 8)

### École du Louvre
- Éléonore Bernheim : Florence Chassagne, une historienne de l’art à l’École du Louvre
- Emmanuel Noblet : Hugo Prieur, collègue et ancien petit ami de Florence

### Famille de Florence Chassagne
- Philippe Duclos : Pierre Chassagne, le père de Florence

### Autres

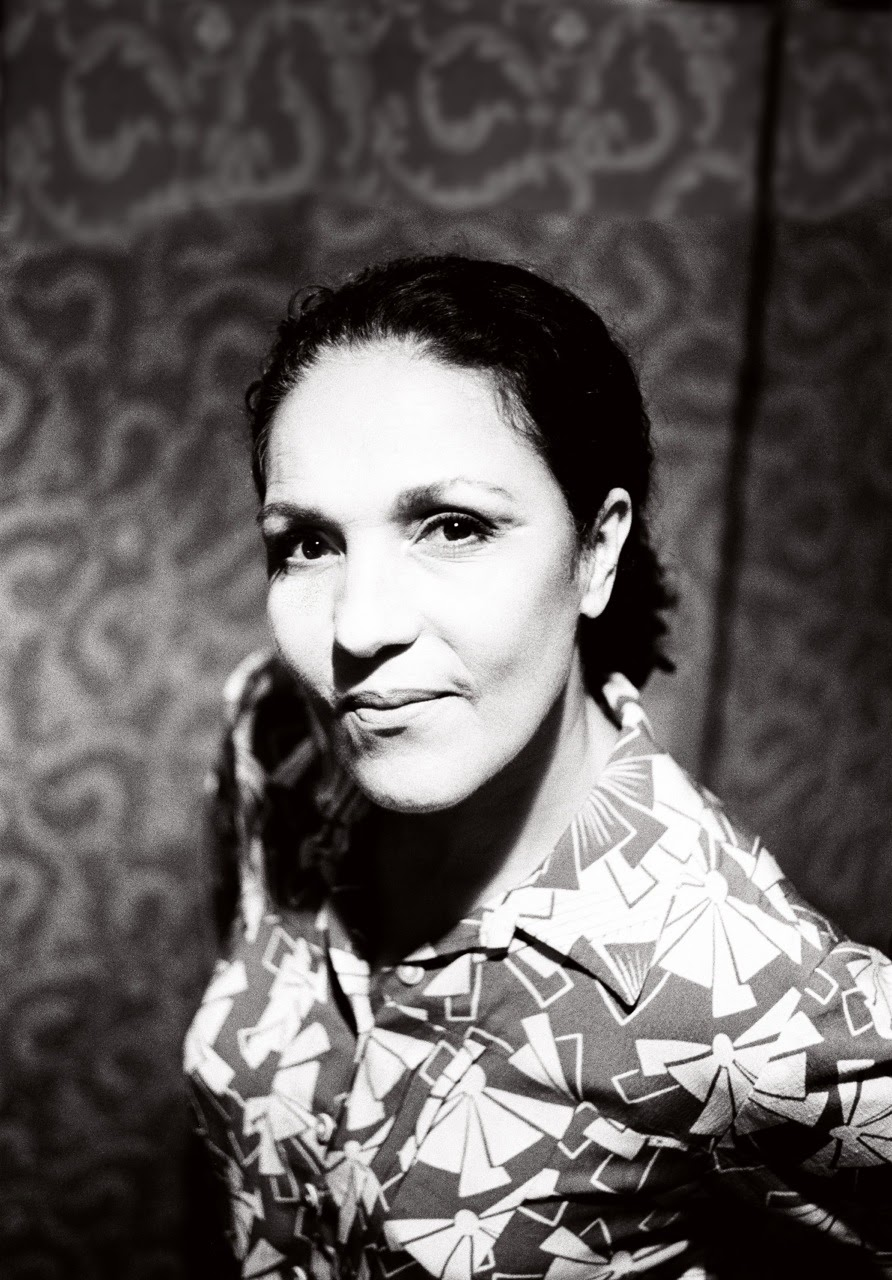
Farida Rahouadj

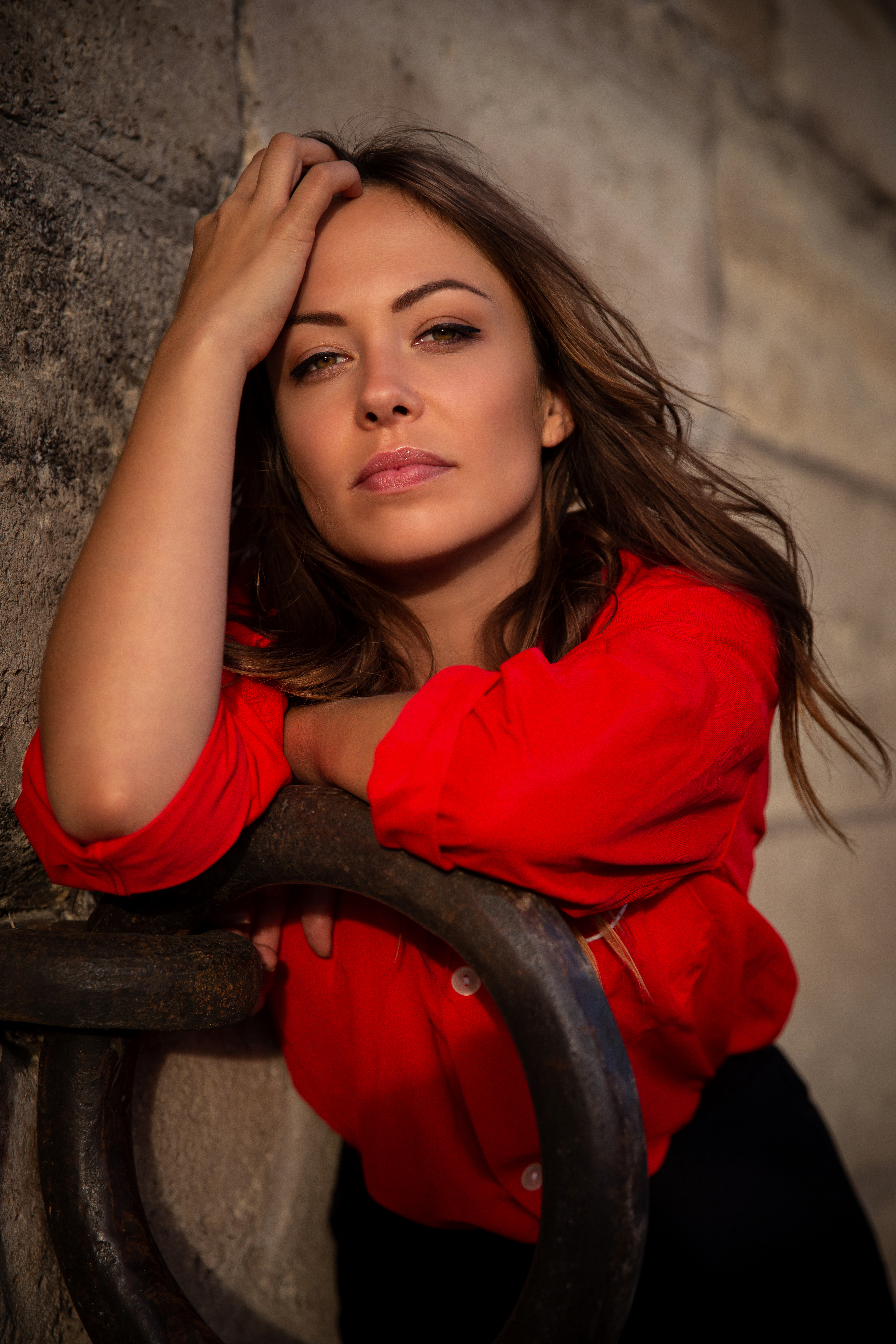
Dounia Coesens

- Farida Rahouadj : la psy de Florence (saisons 1 à 3)
- Nicolas Wanczycki : le psy de Florence (saison 4 à 6)
- Dounia Coesens : Juliette Mariton, enquêtrice (saisons 3 à 5 et 7 épisode 1)

## Épisodes

### Saison 1 (2017)

#### Enquête 1:Une beauté faite au naturel
| No | Titre                                  | Réalisation          | Première diffusion | Première diffusion     |
| No | Titre                                  | Réalisation          | Date               | Audiences et PDM       |
| --- | -------------------------------------- | -------------------- | ------------------ | ---------------------- |
| 1 | Une beauté faite au naturel — Partie 1 | Charlotte Brändström | 17 novembre 2017   | 4,68 millions (19,3 %) |
| 2 | Une beauté faite au naturel — Partie 2 | Charlotte Brändström | 17 novembre 2017   | 4,16 millions (18,7 %) |
| Antoine Verlay est un policier intuitif qui apprécie l'efficacité et les enquêtes compliquées. Apprécié de sa hiérarchie, il se voit confier par le commandant Pardo un dossier singulier. En effet, au château d'Amboise, un tableau représentant Anne de Bretagne a été dérobé. Or, ce larcin a fait une victime : un cadavre a été retrouvé dans les jardins. Ignorant tout de la peinture de la Renaissance, Verlay est contraint de collaborer avec Florence Chassagne. Cette spécialiste de l'histoire de l'art se montre brillante mais totalement dénuée de tact. Ensemble, ils tentent de déterminer si l'œuvre a priori quelconque ne cachait une peinture inestimable. Malgré les tensions qui naissent entre Chassagne et Verlay, le commandant Pardo demeure convaincu de l'efficacité de leur duo. Il tient à ce qu'ils fassent toute la lumière sur l'affaire du tableau volé à Amboise. Peu à peu, Chassagne en vient à accumuler les éléments de preuve permettant d'aboutir à une hypothèse stupéfiante : le portrait d'Anne de Bretagne dissimulerait-il en fait une œuvre méconnue de Léonard de Vinci ? À ses côtés, Verlay souhaite essentiellement résoudre le meurtre qui a été commis dans les jardins du château d'Amboise, et se montre peu sensible à l'excitation artistique de son binôme. - Michel Carliez : l'homme au couteau - Louis-Do de Lencquesaing : Charles Varane - Miou-Miou : Catherine Dutilleul - Régis Romele : le commandant Guérini - Ambroise Sabbagh : Greg - Élisa Sergent : une guide du château d'Amboise - Venantino Venantini : Léonard de Vinci, qui sera son dernier rôle. - Stéphan Wojtowicz : Bertrand, le majordome de Catherine Dutilleul Musée du château d'Amboise. Monna Vanna ou La Joconde nue attribuée à Léonard de Vinci. |                                        |                      |                    |                        |

#### Enquête 2:Une mort galante
| No | Titre                       | Réalisation | Première diffusion | Première diffusion     |
| No | Titre                       | Réalisation | Date               | Audiences et PDM       |
| --- | --------------------------- | ----------- | ------------------ | ---------------------- |
| 3 | Une mort galante — Partie 1 | Éric Woreth | 24 novembre 2017   | 3,94 millions (16,2 %) |
| 4 | Une mort galante — Partie 2 | Éric Woreth | 24 novembre 2017   | 3,80 millions (17,1 %) |
| Dans une école d'art prestigieuse, un étudiant, Jérôme, est assassiné lors d'une fête organisée à la suite de la reconstitution vivante d'un tableau de Watteau. C'est Antoine Verlay qui est chargé de l'enquête et le commandant Pardo lui affecte à nouveau Florence Chassagne. Ils pensent d'abord à un crime de jalousie puis leurs soupçons se portent sur le directeur de l'école à la suite du vol dans l'établissement de deux dessins originaux de Watteau retrouvés chez Jérôme. Florence Chassagne partie seule à l'école chercher des indices est assommée. Les tissus ensanglantés qu'elle a retrouvés près du lieu du crime ont disparu. Au cours des investigations, Florence se trouve à plusieurs reprises paralysée lorsqu'elle se trouve près du vide, et il n'y a que la présence d'Antoine qui peut lui redonner la confiance en elle. Elle ne supporte pas non plus les irruptions fréquentes de son père qui veut se mêler de l'enquête. - Bertrand Nadler : Antoine Watteau - Fleur Geffrier : Amalia Rossi - Linda Bouhenni : Jade Laoud - Camille Aguilar : Karine Pailleux - Frédéric Pellegeay : Richard Doinel - Patrice Pujol : Alain Robak - Jérémie Duvall : Vincent Tissot - Blandine Bury : Artemisia Gentileschi - Alain Dzukam Simo : gardien de l'école - Zoé Nonn : infirmière de l'école - Catherine Wilkening : Nathalie Minsky École d'art parisienne. Judith décapitant Holopherne de la peintre italienne baroque Artemisia Gentileschi. - Pèlerinage à l'île de Cythère (1717) - Pierrot - La Partie carrée - Le faux pas - Jupiter et Antiope - Les deux cousines - Yaël et Siséra |                             |             |                    |                        |

#### Enquête 3:Une œuvre au noir
| No | Titre                        | Réalisation | Première diffusion | Première diffusion     |
| No | Titre                        | Réalisation | Date               | Audiences et PDM       |
| --- | ---------------------------- | ----------- | ------------------ | ---------------------- |
| 5 | Une œuvre au noir — Partie 1 | Éric Woreth | 1er décembre 2017  | 3,84 millions (16 %)   |
| 6 | Une œuvre au noir — Partie 2 | Éric Woreth | 1er décembre 2017  | 3,56 millions (16,6 %) |
| Une historienne de l'art meurt empoisonnée devant le Radeau de La Méduse au Louvre. Puis son amant est poignardé et son mari est étranglé. Antoine Verlay assisté de Florence Chassagne enquêtent sur ces crimes, cherchant des liens avec le tableau de Géricault. - Joséphine Draï : Émilie Bazin - Emmanuel Leconte : Théodore Géricault - François Feroleto : Bruno Daubracq - Delphine Braillon : le procureur Berger - Patricia Thibault : Delphine Étiembe - Diégo Jaspard : Arthur Étiembe - Charles Templon : Fabien Délessère, l'amant de Delphine Etiembe - Christophe Laubion : Jacques Étiembe - Charlotte Adrien : Laurie Verlay - François Nambot : avocat de Jacques Étiembe - Sonia Lezinska : responsable Salpétrière - Vincent Furic : médecin légiste - Yannick Dyvrande : policier civil - Laurent Mothe : responsable Louvre Musée du Louvre. Le Radeau de La Méduse et les monomanes de Théodore Géricault. - Tombeau de Théodore Géricault, réalisé par Antoine Étex en 1839-1840. - La Monomane de l'envie. - La Monomane du jeu. - Le Monomane du commandement militaire (1822-1823). - Le Monomane du vol d'enfants (1822-1823). - Le Monomane du vol. |                              |             |                    |                        |

### Saison 2 (2018)

#### Enquête 1:Une ombre au tableau
| No | Titre                           | Réalisation  | Première diffusion | Première diffusion     |
| No | Titre                           | Réalisation  | Date               | Audiences et PDM       |
| --- | ------------------------------- | ------------ | ------------------ | ---------------------- |
| 1 | Une ombre au tableau — Partie 1 | Chris Briant | 23 novembre 2018   | 3,56 millions (15,3 %) |
| 2 | Une ombre au tableau — Partie 2 | Chris Briant | 23 novembre 2018   | 3,30 millions (16,7 %) |
| Antoine et Florence enquêtent sur le vol d'une copie d'un tableau de Claude Monet, le propriétaire de ce faux ayant été assassiné. - Alexia Barlier : Marie Seghers - Guillaume Marquet : Frédéric Roussel - Maud Forget : Sandra Chevais - Léna Bréban : Laurence Roussel - Bertrand Combe : Claude Monet Paris : Musée du Louvre, Musée d'Orsay Claude Monet et Jean-Honoré Fragonard - L'été. Champ de coquelicots (1875). - La Promenade, 1875. - Camille sur son lit de mort, 1879. - Un coin d'appartement, 1875. - Camille Monet sur un banc, 1873. - Le Verrou de Jean-Honoré Fragonard. - La Diseuse de bonne aventure de Georges de La Tour. - Les Joueurs de cartes de Paul Cézanne. |                                 |              |                    |                        |

#### Enquête 2:Un homme blessé
| No | Titre                      | Réalisation                  | Première diffusion | Première diffusion     |
| No | Titre                      | Réalisation                  | Date               | Audiences et PDM       |
| --- | -------------------------- | ---------------------------- | ------------------ | ---------------------- |
| 3 | Un homme blessé — Partie 1 | Elsa Bennett, Hippolyte Dard | 30 novembre 2018   | 3,32 millions (14,2 %) |
| 4 | Un homme blessé — Partie 2 | Elsa Bennett, Hippolyte Dard | 30 novembre 2018   | 3,1 millions (14,7 %)  |
| Une reproduction d'un tableau de Courbet, accompagnée de coordonnées GPS sont envoyées à Antoine Verlay, après un meurtre. Cela apparaît comme un défi qui lui est personnellement lancé par le meurtrier. Ce dernier semble très bien connaitre l'OCBC. Florence Chassagne aide Antoine à résoudre l'énigme. C'est seulement le début d'un jeu de piste, car un nouveau cadavre est découvert, et une nouvelle énigme est adressée à Antoine... - Julien Boisselier : Jérôme Kalanski - Nicolas Marié : Maître Michel Toussaint - Pascal Casanova : Gustave Courbet Musée du Louvre, Musée d'Orsay, Parc des Buttes-Chaumont, Colonne Vendôme. Gustave Courbet - Coups de dames, Gustave Courbet jouant aux Cartes avec un ami, 1844. - Le Désespéré, 1843-1845. - Un enterrement à Ornans, 1849-1850. - La Source, 1875. - L'Hallali du cerf, 1867. - L'Homme blessé, 1844-1854. - Autoportrait à Sainte-Pélagie, 1872. - L'Argent versé, de Georges de La Tour. - Code de Hammurabi. - Quatre captifs dits aussi Quatre Nations vaincues : l'Espagne, l'Empire, le Brandebourg et la Hollande, de Martin Desjardins. - L'Origine du monde. |                            |                              |                    |                        |

#### Enquête 3:Le peintre du diable
| No | Titre                           | Réalisation  | Première diffusion | Première diffusion     |
| No | Titre                           | Réalisation  | Date               | Audiences et PDM       |
| --- | ------------------------------- | ------------ | ------------------ | ---------------------- |
| 5 | Le peintre du diable — Partie 1 | Chris Briant | 7 décembre 2018    | 3,44 millions (15,2 %) |
| 6 | Le peintre du diable — Partie 2 | Chris Briant | 7 décembre 2018    | 3,09 millions (15,9 %) |
| Un séminariste meurt poignardé dans la cour du Louvre. Il porte un tatouage qui s'inspire des œuvres de Jérôme Bosch. - Rufus : Père Christophe - Michel Lerousseau : Père Thomas - Nicolas Marié : Maître Michel Toussaint - Valentin Pinette : Le petit garçon - Benjamin Baroche : Jérôme Bosch - Bertrand Combe : Claude Monet - Michaël Erpelding : Daniel Sanchez - Manon Elezaar : Laura Montet - Matila Malliarakis : Cédric Montet - Déborah Krey : Céleste Lafleur - Garlan Le Martelot : Mario Carras - France Darry : Mme Étienne - Jean-Gabriel Nordmann : M. Étienne - William Prunck : Le technicien de la police - Viktor Klepal : Antoine Verlay enfant - Lisa Leonardi : La mère d'Antoine Verlay Musée du Louvre Jérôme Bosch - Les panneaux du Triptyque du vagabond de Jérôme Bosch sont les œuvres-clé de l'enquête : - La Nef des fous - Allégorie de la débauche et du plaisir - La Mort de l'avare - Le Jardin des délices est décrit par Florence Chassagne - Paysage de l'enfer. - Le jugement dernier. - Le chariot de foin. - Le Jardin des délices. - La Nef des fous. - Allégorie de la débauche et du plaisir. - La Mort de l'avare. - La tentation de saint Antoine. |                                 |              |                    |                        |

### Saison 3 (2019)
À partir de cette saison, les épisodes sont de 90 minutes.

#### Enquête 1:Un fantôme à l'Opéra
| No | Titre                | Réalisation                  | Première diffusion | Première diffusion     |
| No | Titre                | Réalisation                  | Date               | Audiences et PDM       |
| --- | -------------------- | ---------------------------- | ------------------ | ---------------------- |
| 1 | Un fantôme à l'Opéra | Elsa Bennett, Hippolyte Dard | 25 octobre 2019    | 3,60 millions (17,8 %) |
| Maxime Lesage, danseur classique et candidat au corps de ballet de l'Opéra Garnier, est retrouvé mort, assassiné, dans le foyer de la danse de ce lieu centenaire. Un poème du célèbre peintre Edgar Degas a même été enfoncé dans sa gorge. Les élèves de l'école où Maxime étudiait racontent à Florence Chassagne et Antoine Verlay une étrange légende : le fantôme de « La Petite Danseuse de quatorze ans », œuvre emblématique d’Edgar Degas dont l’école possède une reproduction, hanterait les lieux et attaquerait les danseurs. Les enquêteurs prennent cette légende bien au sérieux : est-ce que quelqu'un commettrait des crimes en se faisant passer pour elle ? - Dounia Coesens : Juliette Mariton - Bruno Debrandt : Edgar Degas - Amaury de Crayencour : Aurélien Dufour - Agustín Galiana : Esteban Cortes Paris : Musée du Louvre, Musée d'Orsay, Opéra Garnier Edgar Degas - La Petite Danseuse de quatorze ans - L’École de danse - L'Étoile - Le Jockey blessé |                      |                              |                    |                        |

#### Enquête 2:La Malédiction d'Osiris
| No | Titre                   | Réalisation                  | Première diffusion | Première diffusion     |
| No | Titre                   | Réalisation                  | Date               | Audiences et PDM       |
| --- | ----------------------- | ---------------------------- | ------------------ | ---------------------- |
| 2 | La Malédiction d'Osiris | Elsa Bennett, Hippolyte Dard | 1er novembre 2019  | 3,51 millions (16,8 %) |
| Dans le département d'Egyptologie du Louvre, Florence Chassagne rencontre une jeune femme qui veut faire expertiser une boîte égyptienne vieille de presque 3 000 ans. Mais l'entretien tourne au cauchemar : prise dans un délire, la jeune femme s’effondre, morte. Les analyses toxicologiques révèlent qu’elle était sous l’emprise de substances puissamment toxiques à base de lotus bleu, un hallucinogène utilisé par les prêtres égyptiens pour les fêtes religieuses. Le mystère s’épaissit encore quand la traduction des hiéroglyphes sur la boîte évoque une mystérieuse malédiction en lien avec Osiris, le dieu égyptien du royaume des morts… - Dounia Coesens : Juliette Mariton - Clémentine Célarié : Nathalie Vallon - Samuel Labarthe : André Jaumard - Marc Arnaud : Jean-François Champollion Paris : Musée du Louvre, Musée d'Orsay Jean-François Champollion |                         |                              |                    |                        |

### Saison 4 (2021)

#### Enquête 1:Le testament de Van Gogh
| No | Titre                    | Réalisation                  | Première diffusion | Première diffusion     |
| No | Titre                    | Réalisation                  | Date               | Audiences et PDM       |
| --- | ------------------------ | ---------------------------- | ------------------ | ---------------------- |
| 1 | Le testament de Van Gogh | Elsa Bennett, Hippolyte Dard | 7 mai 2021         | 4,37 millions (17,7 %) |
| Florence et Antoine enquêtent sur le meurtre d'un historien, consultant sur une émission de télé présentée par le célèbre Julien Quignard, consacrée au peintre Vincent Van Gogh. L'affaire semble liée à une théorie plus que troublante : Van Gogh ne se serait pas suicidé, mais il aurait été assassiné. Qu'en est-il exactement ? L'enquête avance pas à pas et lève quelques lièvres insoupçonnés concernant l'histoire de l'art. - Stéphane Bern : Julien Quignard - Cécile Rebboah : Isabelle Arnaud - Anne Girouard : Christelle Scotto - Vincent Londez : Vincent van Gogh - Dounia Coesens : Juliette Mariton - Wally Badarou : Le curé de l'église d'Auvers-sur-Oise Notamment à Auvers-sur-Oise et au Musée d'Orsay. - La Chambre de Van Gogh à Arles - Autoportrait à l'oreille bandée, 1889 - L'Église d'Auvers-sur-Oise |                          |                              |                    |                        |

#### Enquête 2:Danse de sang
| No | Titre         | Réalisation                  | Première diffusion | Première diffusion     |
| No | Titre         | Réalisation                  | Date               | Audiences et PDM       |
| --- | ------------- | ---------------------------- | ------------------ | ---------------------- |
| 2 | Danse de sang | Elsa Bennett, Hippolyte Dard | 14 mai 2021        | 4,45 millions (19,8 %) |
| Un meurtre a été commis dans les coulisses du Moulin Rouge. Un homme a été assassiné d'un coup de sabre. Près du cadavre, on retrouve la copie d'un tableau de Toulouse-Lautrec. Tout semble accuser une des danseuses du Moulin-Rouge, qui était la maîtresse de la victime. Or, la grand-mère de cette danseuse faisait déjà partie de la troupe du Moulin-Rouge… - Bruno Solo : Henri de Toulouse-Lautrec - Sara Mortensen : Estelle Domani - Alexis Loret : Benoît Lafarge - Dounia Coesens : Juliette Mariton - Julie-Anne Roth : Olivia Meyer - Moulin-Rouge et Bibliothèque de l'Institut de France. - Henri de Toulouse-Lautrec - Au Moulin-Rouge, 1892 - La Justice et la Vengeance divine poursuivant le Crime de Pierre-Paul Prud'hon - Jane Avril dansant, 1892 - La Goulue et Valentin le désossé, 1895 - La danse au Moulin Rouge, 1890 |               |                              |                    |                        |

### Saison 5 (2021)

#### Enquête 1:Un cœur de pierre
| No | Titre             | Réalisation | Première diffusion | Première diffusion   |
| No | Titre             | Réalisation | Date               | Audiences et PDM     |
| --- | ----------------- | ----------- | ------------------ | -------------------- |
| 1 | Un cœur de pierre | Léa Fazer   | 22 novembre 2021   | 3,88 millions (17 %) |
| Une riche collectionneuse de Camille Claudel est retrouvée par Pierre Chassagne assassinée. - Florence Pernel : Jeanne Dulac - Barbara Schulz : Nathalie - Garance Thénault : Camille Claudel - Musée Rodin Camille Claudel - L'Implorante - La Valse |                   |             |                    |                      |

#### Enquête 2:Le code Delacroix
| No | Titre             | Réalisation | Première diffusion | Première diffusion     |
| No | Titre             | Réalisation | Date               | Audiences et PDM       |
| --- | ----------------- | ----------- | ------------------ | ---------------------- |
| 2 | Le code Delacroix | Léa Fazer   | 29 novembre 2021   | 4,27 millions (18,4 %) |
| Un copiste amateur d'Eugène Delacroix est assassiné au Louvre. - Mathieu Madénian : Victor Chinsky - Fauve Hautot : Mathilde Beltan - Maxime Bergeron : Simon Delage - Anthony Audoux : Eugène Delacroix - Jade Phan-Gia : Alice Fabre - Jérôme Thévenet : Lucas Brochand - Musée du Louvre - Eugène Delacroix - La Liberté guidant le peuple - La Barque de Dante (Delacroix) - Jeune orpheline au cimetière - La Lutte de Jacob avec l'Ange (Delacroix) |                   |             |                    |                        |

### Saison 6 (2022)

#### Enquête 1:La nouvelle Olympia
| No | Titre               | Réalisation       | Première diffusion | Première diffusion     |
| No | Titre               | Réalisation       | Date               | Audiences et PDM       |
| --- | ------------------- | ----------------- | ------------------ | ---------------------- |
| 1 | La nouvelle Olympia | Christelle Raynal | 12 décembre 2022   | 4,89 millions (23,1 %) |
| Le corps d'une jeune femme est retrouvé dans un studio photo. Une photographie permet à l’équipe de se lancer sur la trace d’un tableau volé à Boston en 1990 : Chez Tortoni. Nous apprenons que Florence Chassagne a fait ses études à l'Ecole du Louvre. - Vincent Winterhalter : Clément Courrège - David Baiot : Jean Louis Marquet - Clément Aubert : Philippe Courrège - Laurent Bateau : Edouard Manet Édouard Manet - Chez Tortoni, 1875 - Olympia, 1863 - Berthe Morisot, 1872 - Le Déjeuner sur l'herbe, 1863 |                     |                   |                    |                        |

#### Enquête 2:Le cri du vampire
| No | Titre             | Réalisation       | Première diffusion | Première diffusion     |
| No | Titre             | Réalisation       | Date               | Audiences et PDM       |
| --- | ----------------- | ----------------- | ------------------ | ---------------------- |
| 2 | Le cri du vampire | Christelle Raynal | 19 décembre 2022   | 4,40 millions (20,1 %) |
| Dans les Catacombes, le corps d'une jeune femme est retrouvé, un pieu enfoncé dans le cœur. - Florent Peyre : Stéphane Delage - Alban Casterman : Edward Munch Edvard Munch - L'Enfant malade, 1885-1886 - Le Cri (1893) - Momie chachapoyas en position fœtale typique qui symbolise la naissance dans l'au-delà. Elle est présentée au musée d'Ethnographie du Trocadéro à partir de 1882 - Vampire (1893) - Puberté (1894-95) |                   |                   |                    |                        |

### Saison 7 (2023-2024)

#### Enquête 1:Versailles, es-tu là?
| No | Titre                  | Réalisation     | Première diffusion | Première diffusion     |
| No | Titre                  | Réalisation     | Date               | Audiences et PDM       |
| --- | ---------------------- | --------------- | ------------------ | ---------------------- |
| 1 | Versailles, es-tu là ? | Floriane Crépin | 4 décembre 2023    | 4,41 millions (22,1 %) |
| Dans les jardins du château de Versailles, un médium est retrouvé assassiné ! Antoine et Florence soupçonnent un groupe d'historiens amateurs passionnés de Marie-Antoinette qui se serait servi du medium pour trouver au Château un objet précieux qui appartenait à la Reine. S'agirait-il du célèbre collier de la Reine ?! Pour infiltrer le groupe, l'OCBC sollicite l'aide de Juliette Mariton l'ex-fiancée d'Antoine, à la fois flic et médium. Mais, déstabilisée d'apprendre qu'Antoine et Florence ne sont toujours pas ensemble malgré les signes évidents du cosmos, elle se met en tête de les réunir, au grand dam du duo, bien décidé à rester seulement amis. - Dounia Coesens : Juliette Mariton - Catherine Jacob : Michele Dompierre - Bruno Lochet : Didier Kaddour - Elisa Erka : Sofia Dompierre - Clémence Schreiber : Corinne Belleau - Sylvain Dieuaide : Renan Belleau - Mélissa Barbaud : Élisabeth Vigée Le Brun - Anaëlle Duguet : Marie-Antoinette - Nelly Lawson : la bibliothécaire - Édith Le Merdy : la guide - Nicolas Duterte : Victor, OPJ OCBC - Georges d'Audignon : le jardinier - Éric Marcel : le majordome - Château de Versailles Élisabeth Vigée Le Brun, - Marie-Antoinette et ses enfants, 1787 - Serre bijoux (1787) par Schwerdfeger, décor de bronzes ciselés et dorés par Thomire. Chambre de la reine, château de Versailles - Autoportrait au chapeau de paille (après 1782, s'étant inspirée de la toile Le Chapeau de paille de Rubens vue à Anvers), Londres, National Gallery. Il connaît un tel succès que ses clientes réutilisent les accessoires pour leurs propres portraits - Madame Vigée-Lebrun et sa fille, Jeanne-Lucie-Louise, dite Julie (1789), huile sur toile, 130 × 94 cm, Paris, musée du Louvre. |                        |                 |                    |                        |

#### Enquête 2:La Muse Perdue
| No | Titre          | Réalisation     | Première diffusion | Première diffusion     |
| No | Titre          | Réalisation     | Date               | Audiences et PDM       |
| --- | -------------- | --------------- | ------------------ | ---------------------- |
| 2 | La Muse Perdue | Floriane Crépin | 19 février 2024    | 4,34 millions (22,8 %) |
| Dans son magnifique atelier, le corps d'une restauratrice en art est retrouvé... ainsi qu'un chef-d'œuvre que Florence identifie comme un Botticelli ! Antoine et Florence sont propulsés dans un terrible jeu de piste qui les conduit au splendide Musée Jacquemart-André. Mais l'amour courtois du maître italien de la Renaissance trouble notre duo. Antoine, désireux d'oublier Florence, sollicite en effet l'aide de Pierre Chassagne pour séduire une femme sur une application de rencontres... Florence, aussi, fait appel à la technologie pour rencontrer l'âme-sœur. Parviendront-ils à s'oublier l'un l'autre ? - Armelle Deutsch : Claire Jodelle - Loup-Denis Elion : Christophe Jodelle - Boris Terral : Sandro Botticelli - Geoffroy Guerrier : Guillaume Leroux - Isabelle Leprince : Carole Demailly - Musée du Louvre - Musée Jacquemart-André Sandro Botticelli - Portrait de Simonetta Vespucci (posthume) (v. 1476-1480) par Sandro Botticelli |                |                 |                    |                        |

### Saison 8 (2025)

#### Enquête 1: Mission Raphaël
| No | Titre           | Réalisation     | Première diffusion | Première diffusion     |
| No | Titre           | Réalisation     | Date               | Audiences et PDM       |
| --- | --------------- | --------------- | ------------------ | ---------------------- |
| 1 | Mission Raphaël | Floriane Crépin | 3 février 2025     | 4,54 millions (23,6 %) |
| Le documentaliste d'une romancière à succès, Patricia Richter, est retrouvé assassiné. La scène du meurtre évoque le tableau La Madone de Lorette de Raphaël, peintre sur lequel écrit la romancière. - Catherine Marchal : Patricia Richter - Mathias Minne : Nathan Bergman - Benoît Rabille : Raphaël - Vincent Deniard : Thierry Françon - Louise Ferry : Charlotte Vallet - Château de Chantilly - Musée du Louvre Raphaël - La Madone de Lorette de Raphaël, 1509, musée Condé, Château de Chantilly - Saint Michel terrassant le démon, 1518, Musée du Louvre - Saint Michel et le Dragon, 1504, Musée du Louvre - La Fornarina, 1519-1520, Galerie nationale d'art antique à Rome |                 |                 |                    |                        |

#### Enquête 2: La deuxième odalisque
| No | Titre                 | Réalisation     | Première diffusion | Première diffusion     |
| No | Titre                 | Réalisation     | Date               | Audiences et PDM       |
| --- | --------------------- | --------------- | ------------------ | ---------------------- |
| 2 | La Deuxième Odalisque | Floriane Crépin | 10 février 2025    | 4,07 millions (20,8 %) |
| La créatrice d'un jeu virtuel sur Jean-Auguste-Dominique Ingres est assassinée. Florence et Antoine enquêtent avec la présence envahissante de la romancière Patricia Richter qui s'inspire de leur travail pour écrire son nouveau roman. - Catherine Marchal : Patricia Richter - Logann Antuofermo : Jean-Auguste-Dominique Ingres - Musée du Louvre Jean-Auguste-Dominique Ingres - Le Bain turc de Ingres, 1859, Musée du Louvre - La Baigneuse Valpinçon, 1808, Musée du Louvre - La Grande Odalisque, 1814, Musée du Louvre - La Dormeuse de Naples, 1809 |                       |                 |                    |                        |

### Saison 9 (2026)

#### Enquête 1
| No                                                                                  | Titre                  | Réalisation | Première diffusion | Première diffusion |
| No                                                                                  | Titre                  | Réalisation | Date               | Audiences et PDM   |
| ----------------------------------------------------------------------------------- | ---------------------- | ----------- | ------------------ | ------------------ |
| 1                                                                                   | titre français inconnu |             |                    |                    |
| Une professeure de dessin est assassinée chez elle. Paul Cézanne ===== Œuvres ===== |                        |             |                    |                    |

#### Enquête 2
| No | Titre                  | Réalisation | Première diffusion | Première diffusion |
| No | Titre                  | Réalisation | Date               | Audiences et PDM   |
| --- | ---------------------- | ----------- | ------------------ | ------------------ |
| 2 | titre français inconnu |             |                    |                    |
| Un spécialiste de Jacques-Louis David est retrouvé mort dans la baignoire de Marat. - Musée Grévin Jacques-Louis David ===== Œuvres ===== |                        |             |                    |                    |

## Diffusion
| Saison | Nombre d'épisodes | Horaire           | Diffusion        | Diffusion         |
| Saison | Nombre d'épisodes | Horaire           | Début de saison  | Fin de saison     |
| ------ | ----------------- | ----------------- | ---------------- | ----------------- |
| 1      | 6                 | Vendredi à 21 h 5 | 17 novembre 2017 | 1er décembre 2017 |
| 2      | 6                 | Vendredi à 21 h 5 | 23 novembre 2018 | 7 décembre 2018   |
| 3      | 2                 | Vendredi à 21 h 5 | 25 octobre 2019  | 1er novembre 2019 |
| 4      | 2                 | Vendredi à 21 h 5 | 7 mai 2021       | 14 mai 2021       |
| 5      | 2                 | Lundi à 21 h 10   | 22 novembre 2021 | 29 novembre 2021  |
| 6      | 2                 | Lundi à 21 h 10   | 12 décembre 2022 | 19 décembre 2022  |
| 7      | 2                 | Lundi à 21 h 10   | 4 décembre 2023  | 19 février 2024   |
| 8      | 2                 | Lundi à 21 h 10   | 20 mars 2025     | 27 mars 2025      |

## Accueil

### Audiences

#### Tableau
| Saison | Nombre d'épisodes | Audience (en millions) | Audience (en millions) | Audience (en millions) | Audience (en millions) | Audience (en millions) | Audience (en millions) | Audience (en millions) | Audience (en millions) | Audience (en millions) | Audience (en millions) | Audience (en millions) |
| Saison | Nombre d'épisodes | E1                     | E2                     | E3                     | E4                     | E5                     | E6                     | Première               | Finale                 | Moyenne                | Minimum                | Maximum                |
| ------ | ----------------- | ---------------------- | ---------------------- | ---------------------- | ---------------------- | ---------------------- | ---------------------- | ---------------------- | ---------------------- | ---------------------- | ---------------------- | ---------------------- |
| 1      | 6                 | 4,68                   | 4,16                   | 3,94                   | 3,80                   | 3,84                   | 3,56                   | 4,68                   | 3,56                   | 4,00                   | 3,56                   | 4,68                   |
| 2      | 6                 | 3,56                   | 3,30                   | 3,30                   | 3,10                   | 3,40                   | 3,10                   | 3,56                   | 3,10                   | 3,29                   | 3,10                   | 3,56                   |
| 3      | 4                 | 3,60                   | 3,50                   | -                      | -                      | -                      | -                      | 3,60                   | 3,50                   | 3,55                   | 3,50                   | 3,60                   |
| 4      | 4                 | 4,37                   | 4,45                   | -                      | -                      | -                      | -                      | 4,37                   | 4,45                   | 4,41                   | 4,37                   | 4,45                   |
| 5      | 4                 | 3,82                   | 4,27                   | -                      | -                      | -                      | -                      | 3,82                   | 4,27                   | 4,07                   | 3,82                   | 4,27                   |
| 6      | 4                 | 4,89                   | 4,40                   | -                      | -                      | -                      | -                      | 4,89                   | 4,40                   | 4,65                   | 4,40                   | 4,89                   |
| 7      | 4                 | 4,41                   | 4,35                   | -                      | -                      | -                      | -                      | 4,41                   | 4,35                   | 4,38                   | 4,35                   | 4,41                   |

- Les plus hauts chiffres d'audience
- Les plus bas chiffres d'audience

#### Graphique
- Lancement
- Moyenne
- Finale
- Minimum
- Maximum

### Accueil critique
À son lancement en novembre 2017, Moustique estime que « l'alchimie entre ses héros opère pour allouer à la série une fraîcheur nouvelle ». Un an plus tard, lors de la diffusion de la deuxième saison, le même magazine explique l'engouement du public et critique par « un concept peu commun : il mêle intrigue policière et étude d'un chef-d'œuvre. En plus d'offrir des enquêtes de bonne facture, la production intègre sans y toucher une dose de culture. »

## Sortie vidéo
- Le 12 décembre 2018, l'intégrale des saisons 1 et 2 sort en coffret DVD.
- Le 5 février 2020, l'intégrale de la saison 3 sort en coffret DVD.
- Le 4 août 2021, l'intégrale de la saison 4 sort en coffret DVD.
- Le 16 mars 2022, l'intégrale de la saison 5 sort en coffret DVD.
- Le 10 mai 2023, l'intégrale de la saison 6 sort en coffret DVD.
- Le 3 juillet 2024, l'intégrale de la saison 7 sort en coffret DVD.
- Le 23 juillet 2025, l'intégrale de la saison 8 sort en coffret DVD.

## Distinctions
- Festival TV de Luchon 2021 : Prix du public de la meilleure série[35]
- Festival Polar de Cognac 2022 : Prix du public[36]
- Festival Polar de Cognac 2023 : Meilleure série[37]